# Robert (évêque de Troyes)
Pour les articles homonymes, voir Robert (prénom).
Robert (mort en 1233) est un religieux français du début du XIIIe siècle qui fut évêque de Troyes de 1223 jusqu'à sa mort.

## Biographie
Il est d'abord chanoine, puis doyen de l'église de Troyes.
En 1223, il est élu comme successeur d'Hervé et est sacré par Gauthier le Cornu, archevêque de Sens.
En 1225, il suit le roi de France Louis VIII le Lion et son armée qui allaient combattre les Anglais aux environs de Tours.
Sous son pontificat se formèrent plusieurs établissements religieux, tels que l'Abbaye du Jardin Lez Pleurs, celle de la Piété-sous-Ramerupt, Notre-Dame des Prés, les Chartreux et les Dominicains.
En mars 1232, il passe le contrat de mariage du comte de Champagne Thibaut IV et de Marguerite de Bourbon, fille d'Archambaud VIII, seigneur de Bourbon et d'Alix de Forez. Robert y notifie que le comte a constitué, donné et accordé à sa nouvelle épouse, en donation de noce, Sézanne, Lachy, Barbonne, Nogent-sur-Seine, Méry-sur-Seine, Pouan, Chantemerle et Semoine, avec toutes leurs appartenances.
Il meurt le 3 juin 1233.